# Xeralictus timberlakei
Xeralictus timberlakei is solitaire bij uit de familie Halictidae van vliesvleugelige insecten. De wetenschappelijke naam van de soort is voor het eerst geldig gepubliceerd in 1927 door Theodore Dru Alison Cockerell.